# Ilex guerreroi
Ilex guerreroi är en järneksväxtart som beskrevs av Merrill och Adolph Daniel Edward Elmer. Ilex guerreroi ingår i släktet järnekar, och familjen järneksväxter. Inga underarter finns listade i Catalogue of Life.